# Воропаев, Александр Иванович
Александр Иванович Воропа́ев (род. 20 февраля 1949, Здоровец, Орловская область, РСФСР, СССР) — российский политик и предприниматель, генеральный директор ОАО Агропромышленная корпорация «Орловщина», депутат Государственной Думы Федерального Собрания Рф первого созыва (1993—1995).

## Биография
Родился 20 февраля 1949 года в деревне Здоровец (Ливенский район, Орловская область). По национальности — русский.
Окончил КСХИ имени профессора И. И. Иванова и заочное отделение юридического факультета ВГУ имени Ленинского комсомола.
В 1968—1974 годах — зоотехник, главный зоотехник совхоза, колхоза, районного управления сельского хозяйства в Брянской, затем Орловской областях.
С 1974 года — депутат районного и областного совета.
1974—1983 годы — председатель колхозов имени Я. М. Свердлова и имени XXII съезда КПСС Ливенского района Орловской области.
1983—1985 годы — председатель Ливенского райисполкома.
1985—1989 годы — первый секретарь Новодеревеньковского райкома КПСС
1989—1991 годы — секретарь Орловского обкома КПСС.
В 1991 году — генеральный директор производственно-коммерческого центра АПК по Орловской области.
В декабре 1993 года был избран в Государственную Думу РФ первого созыва, входил в состав депутатской группы «Новая региональная политика», был членом Комитета по бюджету, налогам, банкам и финансам. Избирался председателем Орловского потребительского общества потребкооперации.
Входит в число десяти самых влиятельных предпринимателей Орловской области.
Женат, имеет двух дочерей.